# Võhma (Saaremaa)
Koordinaten: 58° 32′ N, 22° 21′ O

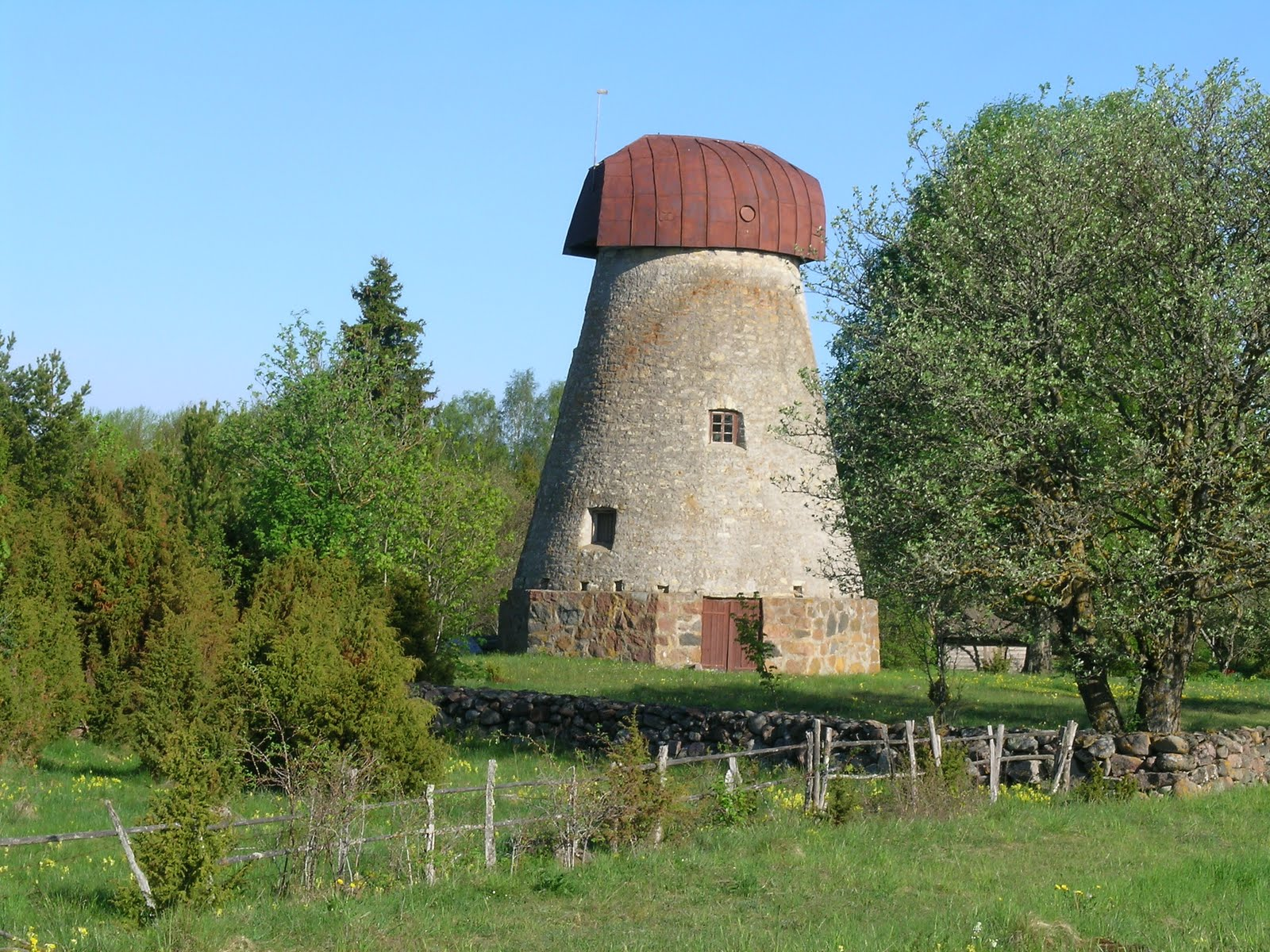
Windmühle

Võhma (deutsch Wehma) ist ein Dorf (estnisch küla) auf der größten estnischen Insel Saaremaa. Es gehört zur Landgemeinde Saaremaa (bis 2017: Landgemeinde Mustjala) im Kreis Saare.

## Einwohnerschaft und Lage
Das Dorf hat 90 Einwohner (Stand 31. Dezember 2011). Es liegt 32 Kilometer nordwestlich der Inselhauptstadt Kuressaare.

## Wallburg
An dem Ort stand eine prähistorische Wallburg. Die niedrige Anlage war von zwei konzentrischen Ringwällen umgeben, die eine Höhe von zwei bis drei Metern aufwiesen.